# Mattias Johansson
Mattias Johansson (Jönköping, 1992. február 16. –) svéd válogatott labdarúgó, a lengyel Legia Warszawa hátvédje.

## Pályafutása

### Klubcsapatokban
Johansson a svédországi Jönköping városában született. Az ifjúsági pályafutását a Hallby csapatában kezdte, majd 2008-ban a Kalmar akadémiájánál folytatta.
2009-ben mutatkozott be a Kalmar első osztályban szereplő felnőtt csapatában. 2012-ben a holland AZ Alkmaar szerződtette. 2017-ben a görög Panathinaikósz csapatához igazolt. Először a 2017. augusztus 20-ai, Plataniá ellen 1–1-es döntetlennel zárult mérkőzésen lépett pályára. Első gólját 2018. január 20-án, a Kérkira ellen 4–0-ra megnyert találkozón szerezte meg. 2020-ban a török Gençlerbirliğihez csatlakozott. 2020. szeptember 13-án, az Antalyaspor ellen 2–0-ra elvesztett bajnokin debütált.
2021. július 1-jén kétéves szerződést kötött a lengyel első osztályban érdekelt Legia Warszawa együttesével. Először a 2021. október 17-ei, Lech Poznań ellen 1–0-ra elvesztett mérkőzésen lépett pályára. Első gólját 2021. november 28-án, a Jagiellonia Białystok ellen 1–0-ra megnyert találkozón szerezte meg.

### A válogatottban
Johansson az U15-ös, az U17-es, az U19-es és az U21-es korosztályú válogatottakban is képviselte Svédországot.
2014-ben debütált a felnőtt válogatottban. Először a 2014. június 1-jei, Belgium ellen 2–0-ra elvesztett mérkőzés 85. percében, Mikael Lustigot váltva lépett pályára. Első válogatott gólját 2020. október 8-án, Oroszország ellen 2–1-re megnyert barátságos mérkőzésen szerezte meg.

## Statisztikák
2022. október 1. szerint
| Klub           | Szezon   | Osztály             | Bajnokság | Bajnokság | Kupa  | Kupa | Nemzetközi | Nemzetközi | Összesen | Összesen |
| Klub           | Szezon   | Osztály             | Meccs     | Gól       | Meccs | Gól  | Meccs      | Gól        | Meccs    | Gól      |
| -------------- | -------- | ------------------- | --------- | --------- | ----- | ---- | ---------- | ---------- | -------- | -------- |
| Kalmar         | 2009     | Allsvenskan         | 4         | 0         | 0     | 0    | —          | —          | 4        | 0        |
| Kalmar         | 2010     | Allsvenskan         | 13        | 0         | 2     | 0    | 6          | 0          | 21       | 0        |
| Kalmar         | 2011     | Allsvenskan         | 24        | 1         | 3     | 0    | —          | —          | 27       | 1        |
| Kalmar         | Összesen | Összesen            | 41        | 1         | 5     | 0    | 6          | 0          | 52       | 1        |
| AZ Alkmaar     | 2011–12  | Eredivisie          | 4         | 0         | 0     | 0    | —          | —          | 4        | 0        |
| AZ Alkmaar     | 2012–13  | Eredivisie          | 12        | 0         | 5     | 0    | —          | —          | 17       | 0        |
| AZ Alkmaar     | 2013–14  | Eredivisie          | 31        | 4         | 3     | 0    | 11         | 0          | 45       | 4        |
| AZ Alkmaar     | 2014–15  | Eredivisie          | 31        | 1         | 3     | 0    | —          | —          | 34       | 1        |
| AZ Alkmaar     | 2015–16  | Eredivisie          | 26        | 1         | 2     | 0    | 10         | 0          | 38       | 1        |
| AZ Alkmaar     | 2016–17  | Eredivisie          | 25        | 0         | 2     | 0    | 9          | 0          | 36       | 0        |
| AZ Alkmaar     | Összesen | Összesen            | 129       | 6         | 15    | 0    | 30         | 0          | 174      | 6        |
| Panathinaikósz | 2017–18  | Super League Greece | 21        | 1         | 0     | 0    | 1          | 0          | 22       | 1        |
| Panathinaikósz | 2018–19  | Super League Greece | 19        | 4         | 2     | 0    | —          | —          | 21       | 4        |
| Panathinaikósz | 2019–20  | Super League Greece | 23        | 0         | 4     | 0    | —          | —          | 27       | 0        |
| Panathinaikósz | Összesen | Összesen            | 63        | 5         | 6     | 0    | 1          | 0          | 70       | 5        |
| Gençlerbirliği | 2020–21  | Süper Lig           | 29        | 3         | 0     | 0    | —          | —          | 29       | 3        |
| Legia Warszawa | 2021–22  | Ekstraklasa         | 20        | 1         | 3     | 0    | 8          | 0          | 31       | 1        |
| Legia Warszawa | 2022–23  | Ekstraklasa         | 8         | 1         | 1     | 0    | —          | —          | 9        | 1        |
| Legia Warszawa | Összesen | Összesen            | 28        | 2         | 4     | 0    | 8          | 0          | 40       | 2        |
| Összesen       | Összesen | Összesen            | 290       | 17        | 30    | 0    | 45         | 0          | 365      | 17       |

### A válogatottban
| Válogatott | Év       | Pályára lépés | Gól |
| ---------- | -------- | ------------- | --- |
| Svédország | 2014     | 3             | 0   |
| Svédország | 2020     | 3             | 1   |
| Svédország | 2021     | 2             | 0   |
| Összesen   | Összesen | 8             | 1   |

#### Góljai a válogatottban
| # | Időpont          | Helyszín                        | Ellenfél    | Gólok | Eredmény | Kiírás              |
| - | ---------------- | ------------------------------- | ----------- | ----- | -------- | ------------------- |
| 1 | 2020. október 8. | VEB Aréna, Moszkva, Oroszország | Oroszország | 2–0   | 2–1      | Barátságos mérkőzés |

## Sikerei, díjai
AZ Alkmaar
- KNVB Cup
  - Győztes (1): 2012–13

Legia Warszawa
- Lengyel Szuperkupa
  - Döntős (1): 2021

- Lengyel Kupa
  - Győztes (1): 2022–23

## Fordítás
Ez a szócikk részben vagy egészben  a   Mattias Johansson című angol Wikipédia-szócikk fordításán alapul.  Az eredeti cikk szerkesztőit annak laptörténete sorolja fel. Ez a jelzés csupán a megfogalmazás eredetét és a szerzői jogokat jelzi, nem szolgál a cikkben szereplő információk forrásmegjelöléseként.